# 서신서

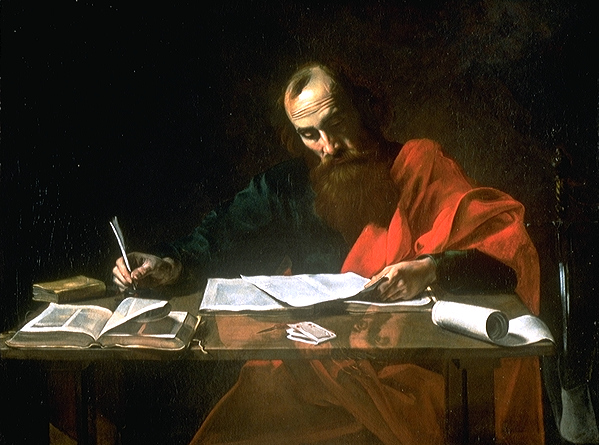
서신을 작성중인 사도 바울로

서신서(書信書, epistle, 그리스어: ἐπιστολή)는 서신의 형식으로 작성된 책을 의미한다. 간단하게 서신 혹은 서간(書簡)이라고 부르기도 한다. 서신의 형식으로 된 책은 고대 이집트에서 필경사들이 의무적으로 교육받을만큼 흔한 장르였다. 신약성경에서는 사도들이 기독교 신자들에게 보낸 것으로 전해지는 서신이 여러 편 수록되어 있다. 특히 이중에 사도 바울로가 작성한 서신들이 바울로 서신이라는 분류가 따로 존재할 만큼 많은 부분을 차지하고 있다. 서신서의 형식은 이슬람교에서도 많이 찾아볼 수 있다.

## 신약성경에서
신약성경에 수록된 서신서는 크게 다음의 두 종류로 나눈다.

### 바울로 서신
바울로 서신은 사도 바울로가 작성한 것으로 전해지는 13편의 편지를 말한다. 바울로 서신들에서는 초대 교회에서 나타난 믿음의 모양과 갈등들을 찾아볼 수 있다. 이러한 역사성으로 인해 성경 정경으로 채택되어 현재까지 기독교 신학과 윤리의 근본적인 텍스트로 받아들여진다. 히브리인들에게 보낸 편지의 경우 저자의 이름은 적혀있지 않지만 사도 바울로의 저작이라는 것이 전통적인 인식이다. 그러나 3세기에 이미 오리게네스가 바울로 저작성에 대해 비판한데 이어, 16세기 이후로 대부분의 학자들이 이 서신이 다른 바울로 서신들과 비교했을 때 많은 차이점이 있다는데 합의를 이룬다.
현대에 출판되는 대부분의 성경에서는 사도행전 뒤에 바울로 서신을 놓고, 그 뒤에 공동서신을 놓는다. 그러나 그리스어로 작성된 역사적 사본들에서는 대부분 공동서신을 바울로서신 앞에 배치한다.
| 분류                 | 서신서 |
| -------------------- | --- |
| 명백히 인정되는 서신 | - 로마인들에게 보낸 편지 - 데살로니카인들에게 보낸 첫째 편지 - 갈라디아인들에게 보낸 편지 - 고린토인들에게 보낸 첫째 편지 - 고린토인들에게 보낸 둘째 편지 - 필립비인들에게 보낸 편지 - 필레몬에게 보낸 편지 |
| 제2 바울로 서신      | - 에페소인들에게 보낸 편지 - 골로사이인들에게 보낸 편지 - 데살로니카인들에게 보낸 둘째 편지 |
| 목회서신             | - 디모테오에게 보낸 첫째 편지 - 디모테오에게 보낸 둘째 편지 - 디도에게 보낸 편지 |
| 위작일 가능성 높음   | - 히브리인들에게 보낸 편지 |

### 공동서신
공동서신은 신약성경의 서신서 중 바울로가 아닌 다른 이들이 작성한 것으로 알려진 나머지 7개 서신이다.

## 같이 보기
- 서간체 소설
- 서간집
- 신약 외경
- 본문 비평